# Nervilia
Nervilia es un género de orquídeas perteneciente a la subfamilia Epidendroideae dentro de la familia Orchidaceae. Tiene 66 especies.

## Etimología
El nombre del género Nervilia se deriva del latín "nervio" por sus hojas nervadas.

## Hábitat
Son plantas terrestres en diferentes hábitats disponibles, desde pastizales abiertos a la oscuridad de las selvas tropicales. Aparecen desde el nivel del mar hasta los 1.500 m de altitud.  Muchas especies soportan un período anual de sequía.

## Distribución
Se distribuyen en las zonas tropicales y subtropicales de África, la península arábiga, Asia Sudoriental, Australia, Papúa Nueva Guinea y algunas islas en el Océano Pacífico. 

## Características
Son pequeñas orquídeas herbáceas que crecen sobre todo en grandes grupos. Alcanzan un metro de altura, comparten raíz tuberosa y un corto tallo de floración en posición vertical de 15 cm de altura.
Después de la floración y la desaparición de la flor del tallo, de cada planta aparece en el suelo, hojas como una piel  en forma de corazón, redondas o elípticas, con una clara red de venas. La parte superior de la hoja suele ser peluda, la parte inferior de color púrpura.
La flor tiene generalmente los sépalos y pétalos en forma similar, de color verde o marrón  verdoso. La columna es larga, curvada a la derecha, más estrecha en la base. 

## Especies[1]
- Nervilia acuminata (J.J.Sm.) Schltr., 1911

- Nervilia adolphi Schltr., 1915

- Nervilia affinis Schltr., 1924

- Nervilia apiculata Schltr., 1911

- Nervilia aragoana Gaudich., 1829

- Nervilia ballii G.Will., 1980

- Nervilia bandana (Blume) Schltr., 1911

- Nervilia beumeei J.J.Sm., 1927

- Nervilia bicarinata (Blume) Schltr., 1911

- Nervilia borneensis (J.J.Sm.) Schltr., 1911

- Nervilia campestris (J.J.Sm.) Schltr., 1911

- Nervilia concolor (Blume) Schltr., 1911

- Nervilia crociformis (Zoll. & Moritzi) 1978

- Nervilia cumberlegii Seidenf. & Smitinand, 1965

- Nervilia dilatata (Blume) Schltr., 1911

- Nervilia falcata (King & Pantl.) Schltr., 1911

- Nervilia fordii (Hance) Schltr., 1911

- Nervilia fuerstenbergiana Schltr., 1911

- Nervilia gammieana (Hook.f.) Pfitzer, 1888

- Nervilia gassneri Börge Pett., 1990

- Nervilia gleadowii A.N.Rao, 1992

- Nervilia grandiflora Schltr., 1910

- Nervilia hirsuta (Blume) Schltr., 1911

- Nervilia hispida Blatt. & McCann, 1932

- Nervilia holochila (F.Muell.) Schltr., 1906

- Nervilia hookeriana (King & Pantl.) Schltr., 1911

- Nervilia ignobilis Tuyama, 1940

- Nervilia imperatetorum Schltr., 1911

- Nervilia infundibulifolia Blatt. & McCann, 1932

- Nervilia jacksoniae Rinehart & Fosberg, 1991

- Nervilia juliana (Roxb.) Schltr., 1911

- Nervilia khasiana (King & Pantl.) Schltr., 1911

- Nervilia kotschyi (Rchb.f.) Schltr., 1911

- Nervilia lanyuensis S.S.Ying, 1989

- Nervilia leguminosarum Jum. & H.Perrier, 1912

- Nervilia lilacea Jum. & H.Perrier, 1911

- Nervilia mackinnonii (Duthie) Schltr., 1911

- Nervilia macroglossa (Hook.f.) Schltr., 1911

- Nervilia macrophylla Schltr., 1911

- Nervilia maculata (E.C.Parish & Rchb.f.) Schltr., 1911

- Nervilia maliana Schltr., 1911

- Nervilia nipponica Makino, 1909

- Nervilia oxyglossa Fukuy., 1937

- Nervilia palawensis Schltr., 1921

- Nervilia pallidiflora Schltr., 1911

- Nervilia pectinata P.J.Cribb, 1977

- Nervilia peltata B.Gray & D.L.Jones, 1994

- Nervilia petaloidea Carr, 1933

- Nervilia petraea (Afzel. ex Sw.) Summerh., 1945

- Nervilia platychila Schltr., 1906

- Nervilia plicata (Andrews) Schltr., 1911

- Nervilia porphyrophylla Schltr., 1911

- Nervilia punctata (Blume) Makino, 1902

- Nervilia renschiana (Rchb.f.) Schltr., 1911

- Nervilia sciaphila Schltr., 1911

- Nervilia seranica J.J.Sm., 1928

- Nervilia shirensis (Rolfe) Schltr., 1911

- Nervilia similis Schltr., 1915

- Nervilia stolziana Schltr., 1915

- Nervilia subintegra Summerh., 1938

- Nervilia taitoensis (Hayata) Schltr., 1911

- Nervilia taiwaniana S.S.Ying, 1978

- Nervilia trichophylla Fukuy., 1940

- Nervilia umenoi Fukuy., 1940

- Nervilia uniflora (F.Muell.) Schltr., 1906

- Nervilia winckelii J.J.Sm., 1918

## Sinonimia
| - Stellorkis Thouars (1809). - Aplostellis Thouars (1822). - Codyla Blume - Cordyla Blume( 1825) | - Roptrostemon Blume (1828). - Haplostellis Endl. (1837). - Rophostemon Endl. (1837) - Bolborchis Zoll. & Moritzi (1846). |